# Tannahill Weavers
The Tannahill Weavers är en skotsk musikgrupp som spelar skotsk folkmusik. 

## Diskografi
- 1976 – Are Ye Sleeping Maggie
- 1978 – The Old Woman's Dance
- 1979 – The Tannahill Weavers (album)
- 1981 – The Tannahill Weavers IV
- 1984 – Passage (album)
- 1986 – Land of Light
- 1987 – Dancing Feet
- 1990 – Cullen Bay